# Jacforus
Jacforus is een geslacht van kreeftachtigen uit de klasse van de Malacostraca (hogere kreeftachtigen).

## Soort
- Jacforus cavatus (Rathbun, 1907)